# مشكلة الراكب بالمجان

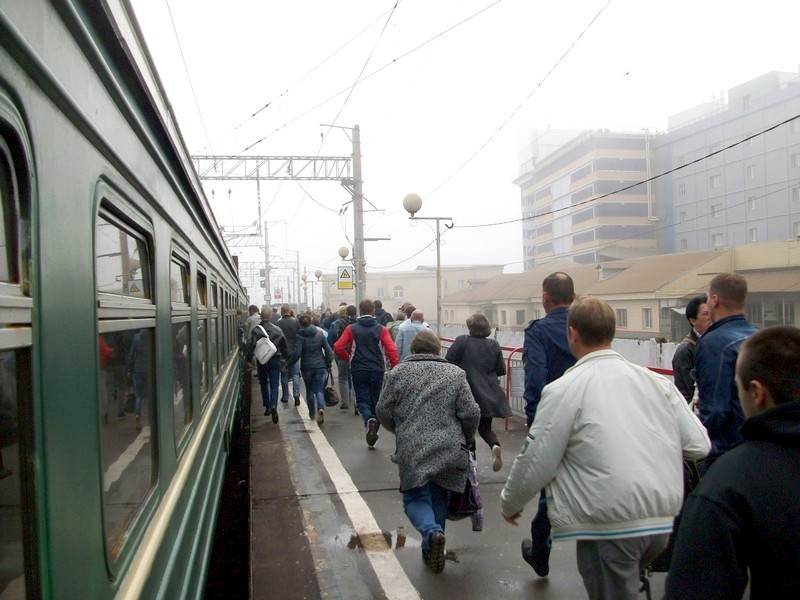

يستخدم مصطلح «الراكب المجاني» في الاقتصاد لأجل الدلالة على الفرد الذي يستفيد من المصادر أو البضائع أو الخدمات دون أن يدفع أجراً لهذه المنفعة.
استخدم هذه المصطلح أول مرة في نظرية اقتصاد البضائع العامة [الإنجليزية] ,ولكن مبادئ مشابهة جرى تطبيقها في سياقات أخرى منها المساومة الجمعية وقانون منع الاحتكار antitrust law و العلوم النفسية والسياسية.
الركوب المجاني يصبح بنفس دلالة مشكلة الراكب الحر عندما توزع مخصصات بضائع أو عمل بشكل سيئ أو عندما يقود إلى مبالغة أو تواكل في المصادر ذات الملكية المشتركة.
هذه المشكلة –التي يطلق عليها: مشكلة الراكب الحر Free rider problem- هي عندما تتوزع الآثار السلبية لأحد الأفعال على نطاق واسع، بينما تؤول الآثار الإيجابية بشكل كبير إلى القائم بهذا الفعل.
رغم أن هذا المصطلح نشأ ضمن النظرية الاقتصادية الا ان مبادئ مشابهة قد جرى استخدامها في العلوم السياسية وعلم النفس الاجتماعي واختصاصات أخرى.
بعض الأفر اد في الفرق أو المجموعات قد تخّفض من مساهماتها أو ادائها إذا شعروا أن هناك شخص أو أكثر من أعضاء الفريق قد يركبون مجاناً.

## أمثلة
- في اتحاد العمال يحصل الركوب المجاني عندما لا يدفع موظف ما أجور الاتحاد أو أقساط الوكالة ولكنه يستفيد من تمثيل الاتحاد.

أحد الأمثلة الجيدة على مشكلة الراكب المجاني هو قارب للنجاة محمل أكثر من طاقته ويتعرض للغرق بشكل مطرد، ولا يوجد أحد من الركاب يرغب في مغادرته، حيث يتمسك كل راكب بأن يحيا بالبقاء على سطح القارب ويختار البقاء، ولكن سوف يتسبب هذا التصرف في هلاك الجميع. ويأمل كل راكب أن يقوم (شخص آخر) بالتضحية بنفسه.
كثير من المشاكل البيئية مشابهة لذلك: يتمسك أحد المصانع الملوثة للجو بتحقيق أرباح هائلة من خلال الاستمرار في التشغيل، مثلما تفعل جميع المصانع الأخرى التي تقوم بالتلويث، وفي وقت ما سوف يتسبب هذا الاتجاه المطرد في دمار الجميع، ولكن يأمل كل صاحب مصنع في أن يقوم أحد أصحاب المصانع الآخرين بأن يتوقف عن التلويث، وهكذا يمكن تجنب الكارثة.